# Fonctionnalisme (sciences sociales)
Pour les articles homonymes, voir Fonctionnalisme.
Le fonctionnalisme est un ensemble de courants anthropologique et sociologique faisant de la notion de fonction un élément majeur d'explication des phénomènes sociaux et culturels et des actions des individus ou groupes d'individus. On distingue habituellement trois courants : (1) le fonctionnalisme absolu des anthropologues Bronislaw Malinowski (à qui on doit le néologisme qu'il a forgé dans les années 1930) et Alfred Radcliffe-Brown ; (2) le structuro-fonctionnalisme du sociologue Talcott Parsons ; (3) le fonctionnalisme de moyenne portée du sociologue Robert K. Merton. Ces trois courants ont en partage d'adopter une perspective systémique et organiciste de la société.
Si la notion de fonction est polysémique, c'est le sens biologique qui est au cœur du fonctionnalisme. La fonction est ici « la contribution qu'apporte un élément à l'organisation ou à l'action de l'ensemble dont il fait partie ». L'idée est d'expliquer les phénomènes sociaux par les liens d'interdépendance, c'est-à-dire les rapports fonctionnels, qui relient différents « organes » d'un système social.

## Principes théoriques
Le fonctionnaliste cherche à expliquer chaque élément singulier à partir du système global.
La sociologue Liliane Voyé définit la théorie fonctionnaliste comme suit : « la société est une sorte d'organisme total, composée de diverses parties interreliées qui constituent autant de fonctions que l'on peut, par analogie, comparer aux diverses fonctions des organismes vivants : production, consommation, transport, communication. Tout comme les organismes vivants, la vie sociale évolue et c'est cette évolution dont il s'agit d'établir les lois ».
Ainsi, comme la biologie, qui a analysé les différentes fonctions d'organes du corps humain et animal (exemple : fonction du foie, du cœur ; fonction respiratoire ou digestive), la sociologie fonctionnaliste propose d'analyser différentes fonctions d'organes de la société (la fonction de la famille ou de l'école ; la fonction socialisatrice). Dans cette perspective, à chaque élément (organe) de la société correspond une fonction, et contribue au fonctionnement du système (organisme). La fonction devient ainsi un principe explicatif central.
Mais si chaque élément d'un système remplit une fonction, c'est qu'il répond à un besoin du système. Ce point est illustré par le sociologue Émile Durkheim dans son ouvrage De la division du travail social : « Se demander quelle est la fonction de la division du travail, c'est donc chercher à quel besoin elle correspond ». Cette approche a favorisé dans un premier temps l'insistance sur la cohérence et la stabilité des systèmes sociaux, mais le fonctionnalisme de moyenne portée du sociologue Robert K. Merton insiste également sur le fait que des éléments peuvent remplir une fonction au niveau d’un sous-système sans affecter le système global, ils peuvent également ne remplir aucune fonction ou être dysfonctionnels, ils peuvent remplir plusieurs fonctions, et une fonction peut être remplie par plusieurs éléments interchangeables,,.

## Les racines de la théorie fonctionnaliste
Si le fonctionnalisme trouve ses racines chez des sociologues comme Herbert Spencer et Émile Durkheim, on doit à l'anthropologue Bronislaw Malinowski la paternité du fonctionnalisme. Ce fonctionnalisme sera critiqué par le sociologue Robert K. Merton. Le fonctionnalisme du sociologue Talcott Parsons se distingue des deux précédents par le fait qu'il ne s'attache pas à l'analyse d’éléments culturel ou sociaux concret, mais à l'analyse de la société abstraite.

### Les racines anthropologiques

#### Bronisław Malinowski
L’anthropologue Bronisław Malinowski est considéré comme le fondateur du fonctionnalisme. Malinowski adopte une perspective systémique de la société. En effet, selon lui, la société est composée d'institutions et d'activités ayant une fonction de satisfaction des besoins. Dans, Une théorie scientifique de la culture, publié en 1944, Malinowski synthétise sa théorie fonctionnaliste :

« Je crois que toute enquête de terrain, et l’analyse des grandes manifestations de la conduite organisée démontrent la validité des axiomes suivants :
- A. La culture est avant tout un appareil instrumental qui permet à l’homme de mieux résoudre les problèmes concrets et spécifiques qu’il doit affronter dans son milieu lorsqu’il donne satisfaction à ses besoins.
- B. C’est un système d’objets, d’activités et d’attitudes dont chaque élément constitue un moyen adapté à une fin.
- C. C’est un tout indivis dont les divers éléments sont interdépendants.
- D. Ces activités, ces attitudes et ces objets sont organisés autour d’une besogne importante et vitale et forment des institutions comme le clan, la tribu, la famille, la communauté locale ainsi que des équipes organisées de coopération économique, d’activité politique, juridique et pédagogique.
- E. Du point de vue dynamique, c’est-à-dire du point de vue du type d’activité, on peut décomposer la culture en un certain nombre d’aspects : éducation, contrôle social, économie, systèmes de connaissance, de croyances et de moralité ; modes d’expression et de création artistique. »

Cette approche constitue une alternative aux théories anthropologiques alors dominantes, l'évolutionnisme de Lewis Henry Morgan (toutes les sociétés évolueraient selon un même schéma) et le diffusionnisme de Fritz Graebner (les innovations culturelles se transmettraient d'une société à une autre).
Malinowski rompt avec ces deux théories en affirmant qu'une société ne doit pas être analysée à partir de son histoire mais de son fonctionnement[réf. souhaitée]. Observant les rites magiques qui entourent la construction des pirogues, il refuse de les saisir comme des faits exotiques et irrationnels. Il fait observer que ces rites permettent aux Trobriandais de combattre le stress qu'occasionnent les départs en mer[réf. souhaitée]. 
Les pratiques qui semblent les plus anodines ont donc une fonction. Et cette fonction correspond à un besoin humain : « Pour le fonctionnaliste, la culture, c'est-à-dire le corps complet d'instruments, les privilèges de ses groupes sociaux, les idées, les croyances et les coutumes humaines, constituent un vaste appareil mettant l'homme dans une meilleure position pour affronter les problèmes concrets particuliers qui se dressent devant lui dans son adaptation à son environnement pour donner cours à la satisfaction de ses besoins ».
Ayant trouvé chez Émile Durkheim une même mise en rapport des notions de fonction et de besoin, Malinowski en fit le père du fonctionnalisme[réf. souhaitée]. Le fonctionnalisme de Malinowski suppose donc que tout élément culturel existe parce qu'il répond à un besoin.
Selon Robert K. Merton, Bronisław Malinowski établie trois postulats problématiques : 
1. Le postulat de l'unité fonctionnelle : tous les éléments sont fonctionnels pour le système.
2. Le postulat du fonctionnalisme universel : tous les éléments ont une fonction.
3. Le postulat de nécessité : tous les éléments sont indispensables au système, et ont tous une fonction différente.

#### Alfred Radcliffe-Brown
L'anthropologue britannique Alfred Radcliffe-Brown rejoint la perspective de Bronisław Malinowski. En 1952, dans Structure et fonction dans la société primitive, Radcliffe-Brown considère que la structure sociale est un assemblage ordonné de relations qui lient les individus entre eux en les différenciant selon leur rôle : « La fonction d'un usage social particulier, c'est la contribution qu'il apporte à la vie sociale considérée comme l'ensemble du fonctionnement du système social total ». Alfred Radcliffe-Brown se distingue de Bronisław Malinowski par son évolutionnisme.

#### Edward Evan Evans-Pritchard
Edward Evan Evans-Pritchard succède à Alfred Radcliffe-Brown. Il a un fort impact dans l'anthropologie britannique. Il conçoit un structuro-fonctionnalisme, comme l'a fait Radcliffe Brown[réf. souhaitée]. Il est contre le positivisme qui veut donner le statut de « science naturelle » à l'anthropologie car il la conçoit comme étant une science compréhensive (science humaine) et non explicative[réf. souhaitée]. En effet, pour E. E. Evans-Pritchard l'anthropologie étudie les sociétés comme des systèmes moraux et ainsi cherche des arguments et non des lois spécifiques[réf. souhaitée]. Evans-Pritchard fait une étude de terrain en Afrique où il met en évidence des liens logiques qui caractérisent les institutions des sociétés traditionnelles chez les Azandés[réf. souhaitée]. Il montre que les registres magique et logique coexistent. Certaines choses sont expliquées à travers la magie. Elle est utilisée quand les Azandés ne trouvent pas d'autres explications rationnelles[réf. souhaitée].

### Les racines sociologiques

#### Herbert Spencer
Herbert Spencer est notamment connu pour son organicisme qui a probablement inspiré le fonctionnalisme,,. Spencer considère que les structures et fonctions sociales sont analogues aux structures et fonctions biologiques. Les individus sont les éléments d'un tout, les institutions ont un rôle analogue aux fonctions des organes d'un organisme : « En plusieurs cas, l’expression organisme social était employée ; le groupement de citoyens formant une nation était comparé à celui des cellules formant un corps vivant ; la transformation d’un tout fait de parties semblables qui n’ont qu’un faible degré de dépendance mutuelle, en un tout fait de parties dissemblables dépendant à un haut degré les unes des autres était montrée comme étant commune aux organismes individuels et aux organismes sociaux ».

#### Émile Durkheim
Le rapprochement entre la sociologie durkheimienne et le fonctionnalisme est permis par le fait qu'Émile Durkheim mobilise la notion de fonction et a recours à l'analogie organiciste,.
Dans son ouvrage De la division du travail social, Durkheim distingue deux sens au terme de fonction : « Tantôt il désigne un système de mouvements vitaux, abstraction faite de leurs conséquences, tantôt il exprime le rapport de correspondance qui existe entre ces mouvements et quelques besoins de l'organisme. C'est ainsi qu'on parle de la fonction de digestion, de respiration, etc. ; mais on dit aussi que la digestion a pour fonction de présider à l'incorporation dans l'organisme des substances liquides ou solides destinées à réparer ses pertes ; que la respiration a pour fonction d'introduire dans les tissus de l'animal les gaz nécessaires à l'entretien de la vie, etc. C'est dans cette seconde acception que nous entendons le mot. Se demander quelle est la fonction de la division du travail, c'est donc chercher à quel besoin elle correspond ».
Ainsi, Durkheim conclut que la division du travail répond au besoin de solidarité sociale d'une société de type organique, c'est-à-dire que le lien social repose sur la complémentarité et l'interdépendance réciproque, à l'image des organes d'un organisme, : « Cette solidarité ressemble à celle que l'on observe chez les animaux supérieurs. Chaque organe, en effet, y a sa physionomie spéciale, son autonomie, et pourtant l'unité de l'organisme est d'autant plus grande que cette individuation des parties est plus marquée. En raison de cette analogie, nous proposons d'appeler organique la solidarité qui est due à la division du travail ».

## Les théories contemporaines
Le fonctionnalisme constitue le paradigme dominant de la sociologie américaine des années 1930 aux années 1960. Le succès du fonctionnalisme peut sembler paradoxal dans la mesure où les deux grands auteurs qui l'ont fait connaître ont eu des positions relativement différentes. En effet, Talcott Parsons a produit une « théorie générale de l'action », alors que Robert K. Merton propose une « théories de moyenne portée ». Les deux sociologues produiront cependant leurs ouvrages essentiels à la même période et partagent tout de même quelques conceptions communes. D'autres sociologues ont contribué à façonner le fonctionnalisme en sociologie, comme  Kingsley Davis et Wilbert E. Moore en sociologie de la stratification sociale ou encore le sociologue allemand Niklas Luhmann.

### Talcott Parsons: le structuro-fonctionnalisme
Le modèle théorique proposé par Talcott Parsons est l'un des plus complexes que la sociologie ait produits, ironiquement qualifiée de « Suprême Théorie » par Charle Wright Mills. L'ambition de Parsons est en effet d'aboutir à une théorie générale de l'action sociale qui puisse être mobilisée dans toutes les sciences humaines (économie, sociologie, psychologie, politique),.
En 1937, Talcott Parsons fait paraître The Structure of Social Action. Sa théorie, désignée sous le nom de « théorie volontariste de l'action », n'est pas achevée mais elle constitue une synthèse des idées de Max Weber, Alfred Marshall, Vilfredo Pareto et Émile Durkheim,. En effet, douze chapitres sur dix-neuf au total sont consacrés à ces quatre auteurs. Le programme de cet ouvrage est double, il consiste en une série de recommandations épistémologiques d'une part, et d'un ensemble de présuppositions générales touchant au choix du « cadre de référence », à la nature de l'action et au fondement de l'ordre social. Ainsi, d'une part, Parsons s'oppose à l'empirisme  vulgaire. Le sociologue François Chazel résume : « 1/Le progrès de la connaissance scientifique ne se ramène pas à une accumulation progressive de faits observés. 2/L’établissement des faits ne s’opère pas indépendamment des critères et des « concepts généraux » fournis par la théorie dont on doit reconnaître le rôle distinct dans le développement de la science. 3/Il est faux de prétendre que les faits parlent d’eux-mêmes : une théorie implicite n’équivaut pas à une absence de théorie ». D'autre part, il s'oppose à l'utilitarisme. Contre l'idée de « norme rationnelle d’efficacité », selon laquelle les conduites s’écartant de ce critère de rationalité seraient irrationnelles, il propose la notion d'orientation normative de l'action.
Parsons privilégiera progressivement la notion de système, comme le suggère l'évolution des titres de ses ouvrages : The Structure of Social Action (1937) et The Social System (1951). Ces ouvrages sont consacrés à une théorie plus générale de l'action, et défendront l'idée de quatre fonctions primaires, les « impératifs fonctionnels », à la base de tout système social : c'est le modèle AGIL. De plus, le « cadre de référence » de l'action permettrait, selon Parsons, une analyse globale de la société, dans la mesure où chaque action s'inscrit dans les quatre sous-systèmes : culturel, social, psychique et de l'organisme.
Une dernière partie de son travail est consacrée à l'évolution historique des sociétés, comme l'indique la publication de Societies-Evolutionary and Comparative Perspectives en 1966.

#### Ordre, fonction et système
Pour Parsons, l'ordre apparaît moins comme un fait que comme un problème. En effet, l'action humaine, qu'elle soit individuelle ou collective, n'obéit pas au hasard ; elle n'est ni chaotique, ni imprévisible. Pour Parsons ce qui devrait nous étonner, ce n'est pas qu'il y ait des conflits et des luttes, mais bien plutôt qu'un certain ordre subsiste au-delà de toutes les causes de désorganisation de l'action individuelle et collective.
L'ambition de Parsons est donc d'expliquer comment un ordre peut exister sur la base des actions individuelles[réf. souhaitée]. La sociologie de Parsons part donc dans deux directions : d'une part, il analyse l'action et montre comment celle-ci est structurée et régulée par le système, d'autre part, il analyse le système et montre comment celui-ci est organisé et mobilise une multitude d'actions[réf. souhaitée]. Si Parsons souhaite donc saisir le fonctionnement de la société, il considère que celle-ci doit être appréhendée comme un système[réf. souhaitée].
Si le fonctionnalisme explique l'existence de diverses institutions ou pratiques par leur fonction, la théorie des systèmes veut rendre compte des relations existant entre différents sous-systèmes et permettant par là le fonctionnement du système dans son ensemble[réf. souhaitée]. Le « fonctionnalisme systémique » doit donc permettre à Parsons d'expliquer comment, dans une société, des échanges entre différentes entités (les organismes biologiques, les psychismes, la structure sociale, la culture) permettent le fonctionnement d'une société[réf. souhaitée].

#### Le système AGIL
En collaboration avec Robert F. Bales, Parsons propose en 1955 quatre catégories fonctionnelles, c'est le modèle AGIL ou LIGA en français (acronyme construit à partir des termes anglais),,,. Pour Parsons, ce modèle est général à tout système. Il considère qu'il est possible d'analyser aussi bien un petit groupe d'individus, une société, un sous-système d'une société ou même la personnalité d'un individu, à partir de ces quatre fonctions :
1. Latent pattern maintenance : le maintien des modèles de contrôle (valeurs qui motivent l'action individuelle) ;
2. Integration : l'intégration interne du système (coordination entre les membres du système) ;
3. Goal-Attainment : l'orientation vers la réalisation des fins (poursuite des buts : définition et la mise en œuvre des objectifs de l’action) ;
4. Adaptation : l'adaptation aux conditions globales de l'environnement (adéquation des moyens aux buts poursuivis).

Détaillons ces fonctions dans le sous-système social en précisant la composante structurale et l'ensemble structural concret,, :
1. le maintien des modèles culturels correspond à la composante structurale des valeurs et à la socialisation.
2. l'intégration sociale correspond à la composante structurale des normes et au droit et à l'appareil judiciaire.
3. la réalisation des fins correspond à la composante structurale des collectivités et à la structure politique.
4. l'adaptation correspond à la composante structurale des rôles et à la structure économique.

Synthétisons avec deux tableaux : le premier synthétise le système général, le second synthétise le sous-système social.
| Impératif fonctionnel      | Sous-système du système général |
| -------------------------- | ------------------------------- |
| Latent pattern maintenance | sous-système culturel           |
| Integration                | sous-système social             |
| Goal-Attainment            | sous-système de la personnalité |
| Adaptation                 | sous-système de l'organisme     |

| Impératif fonctionnel      | Composantes structurales | Ensembles structuraux |
| -------------------------- | ------------------------ | --------------------- |
| Latent pattern maintenance | Valeurs                  | Socialisation         |
| Integration                | Normes                   | Droit                 |
| Goal-Attainment            | Collectivité             | Politique             |
| Adaptation                 | Rôles                    | Économique            |

Pour Parsons, les sciences humaines et sociales doivent donc saisir les relations entre ces différents systèmes afin d'expliquer comment l'ordre social se maintient comme un système dynamique.

#### Approche cybernétique
Ainsi, Parsons identifie plusieurs sous-systèmes (sous-système culturel, sous-système social, sous-système de la personnalité, sous-système de l'organisme) et plusieurs fonctions du sous-système social (maintien des modèles culturels, intégration sociale, réalisation des fins, adaptation),,. Ces quatre sous-système sont hiérarchiquement ordonnés du point de vue du contrôle sur l'action : un système se situe en haut lorsqu'il est plus riche en information (comme le sous-système culturel) et se situe plus bas lorsqu'il est plus riche en énergie (comme le sous-système de l'organisme). Cette hiérarchie est qualifié de « cybernétique ».

### Robert King Merton: le fonctionnalisme relativisé
Robert K. Merton publie Social Theory and Social Structure en 1953 (sa traduction française Élément de théorie et de méthode sociologique date de 1965. Merton y développe l'idée que la théorie sociologique ne doit pas viser la grandiloquence conceptuelle parsonien mais doit se restreindre à un ensemble de « conception logiquement reliées entre elles, et d'une portée non pas universelle mais volontairement limitée ». Il défend ainsi l'idée de théorie de « moyennes portées »,.
Merton apparait comme un réformateur du fonctionnalisme, et critique à la fois les travaux de Malinowski et ceux de Parsons.

#### Le terme de fonction et les fonctions manifestes/latentes
Une première critique de Merton concerne le flottement sémantique qui conduit à utiliser le mot fonction pour représenter des concepts différents : usage, utilité, dessein, motif, intention et but,,. Notamment pour éviter de confondre motifs et fonction, Merton propose les notions « fonctions manifestes » et « fonctions latentes » : « la distinction entre fonctions manifestes et fonctions latentes s’est imposée pour échapper à la confusion involontaire qui guette les sociologues entre les motivations conscientes d’un comportement social et ses conséquences objectives. Notre critique des vocabulaires usuels a montré avec quelle facilité et avec quelles conséquences fâcheuses le sociologue peut confondre motifs et fonctions », ; « Les fonctions manifestes sont les conséquences objectives qui contribuent à l’ajustement ou à l’adaptation du système, sont comprises et voulues par les participants du système. […] Les fonctions latentes sont celles qui ne sont ni comprises, ni voulues »,.

#### Critique du fonctionnalisme absolu
Merton a synthétisé l'approche de Malinowski afin d'en faire la critique. Il rejette ainsi les « trois postulats indéfendables » de Malinowski et Radcliffe-Brown, à savoir le postulat de l'unité fonctionnelle, 
le postulat du fonctionnalisme universelle, et le postulat de nécessité,, : 
1. un élément peut être plurifonctionnel, dysfonctionnel, voire a-fonctionnel.
2. des éléments peuvent être fonctionnels pour certains individus ou groupes, et dysfonctionnels pour d’autres.
3. il existe des « équivalents ou substituts fonctionnels », une gamme d’éléments capables, dans une situation donnée, de satisfaire une même exigence fonctionnelle.

La critique vise également Parsons, ainsi le concept de « servitude structurelle » ne doit pas empêcher le sociologue de s’intéresser à la dynamique car les dysfonctions engendrent des instabilités.

#### Les notions derole setetstatus set
Merton mobilise les notions de rôle et statut qui ont été élaborées par Ralph Linton,. L'idée est la suivante : chaque individu occupe plusieurs positions (statuts set) et un ensemble de rôles (role set). L’ensemble des positions qu’occupe un même individu dans des sphères différentes (famille, réseau amical, profession, club de sport, parti politique…) lui confère des rôles multiples. L'équilibre est possible car l'intensité et l'engagement des individus dans leur rôle est variable. De plus, les individus ne perçoivent pas les autres comme n'ayant qu'une seule position (le parton sait que son employé a une famille par exemple). Ceci lui permet de développer les notions d'ajustement et de dysfonctionnement sociaux.

#### Le dysfonctionnement et l'anomie
Merton mobilise une notion durkheimienne, notamment présente chez Parsons : l'anomie. Là où Parsons y voyait le résultat d’un doute radical sur les buts légitimes de l’action, chez Merton l’anomie survient quand l’individu est confronté à la discordance entre les objectifs légitimes que lui propose la société et les moyens légitimes à sa portée. Il établie cinq combinaisons possibles entre moyens et fins :
| Modes d'adaptation | Fins | Moyens |
| ------------------ | ---- | ------ |
| Conformisme        | +    | +      |
| Innovation         | +    | -      |
| Ritualisme         | -    | +      |
| Évasion            | -    | -      |
| Rébellion          | ±    | ±      |

Le + correspond à l'acceptation des fins ou des moyens légitimes.
Le - correspond au refus.
Le ± correspond à l'introduction de nouvelles valeurs sociales.
Il décrit les cinq combinaisons ainsi : 
- Conformisme : comportement le plus répandu, la conformité aux buts et aux moyens garantit l’ordre social.
- Innovation : moyen nouveau, rejetant les méthodes légitimes, pour atteindre un but légitime.
- Ritualisme : comportement routinier des employés et bureaucrates qui se contentent de modestes satisfactions par renoncement aux grands idéaux dont ils craignent les déceptions.
- Évasion : comportement de ceux qui refusent les valeurs communes et vivent en marge.
- Rébellion : étrangers aux valeurs et normes de la société, les rebelles visent une structure sociale nouvelle.

### Almond et Powell
Appliqué à la sociologie politique, la pertinence de la thèse fonctionnaliste est défendue par Gabriel Almond et Bingham Powell qui ont démontré à l'aide de moyens d'investigations scientifiques que pour être pleinement légitimé, c'est-à-dire véritablement fonctionnel, le gouvernement doit rester structurellement en phase avec la culture politique de la société qu'il régit[réf. souhaitée]. Pour cela les ministères usent de moyens efficaces : campagnes de persuasion, filtrage de l'information... afin de préserver l'unité d'une république dont l'indivisibilité est constitutionnellement consacrée[réf. souhaitée].

### Publications majeures des auteurs fonctionnalistes
- Bronislaw Malinowski, Les Argonautes du Pacifique occidental, Paris, Gallimard, 1989, 616 p. (ISBN 978-2-07-071273-1).
- Bronislaw Malinowski, Une théorie scientifique de la culture, Paris, Points, 1970, 188 p. (ISBN 978-2-02-000577-7).
- Bronislaw Malinowski, Les Dynamiques de l'évolution culturelle, Paris, Payot, 1970, 238 p. (ISBN 978-2228144452).
- Robert King Merton, Éléments de théorie et de méthode sociologique, Paris, France, Plon, 1965, 514 p..
- (en) Talcott Parsons, The Structure of Social Action, New York, McGraw-Hill, 1937.
- (en) Talcott Parsons, The Social System, England, Free Press, 1951, 575 p. (ISBN 9780710019318).
- (en) Talcott Parsons, Social systems and the evolution of action theory, New York/London, Free Press, 1977, 420 p. (ISBN 978-0-02-924800-3).
- Alfred Radcliffe-Brown, Structure et fonction dans la société primitive, Paris, Éditions de Minuit, 1972, 317 p. (ISBN 9782020006125).